# Aromobates haydeeae
Aromobates haydeeae är en groddjursart som först beskrevs av Juan A. Rivero 1978.  Aromobates haydeeae ingår i släktet Aromobates och familjen Aromobatidae. IUCN kategoriserar arten globalt som starkt hotad. Inga underarter finns listade i Catalogue of Life.